# Municipio de Buck Swamp
Buck Swamp Township es un municipio del condado de Wayne, Carolina del Norte, Estados Unidos. Según el censo de 2020, tiene una población de 7704 habitantes.
Es una subdivisión exclusivamente geográfica, por cuanto el estado de Carolina del Norte no utiliza la herramienta de los townships como gobiernos municipales.

## Geografía
Está ubicada en las coordenadas 35°29′7″N 78°2′52″O / 35.48528, -78.04778 (35.485264, -78.047893).